# 1550 Tito
1550 Tito è un asteroide della fascia principale. Scoperto nel 1937, presenta un'orbita caratterizzata da un semiasse maggiore pari a 2,5447213 UA e da un'eccentricità di 0,3123013, inclinata di 8,85920° rispetto all'eclittica.
Scoperto il 29 novembre 1937 da Milorad B. Protić a Belgrado, è dedicato a Josip Broz Tito.